# Brûlez tout
Brûlez tout (originellement en anglais Burn This stylisé Burn/This pour la reprise de 2019) est une pièce de théâtre de Lanford Wilson, créée à New York en 1987. Comme une grande partie de l’œuvre de Wilson, la pièce aborde les thèmes de l'identité et des relations homosexuelles.

## Résumé
La pièce commence peu après les funérailles de Robbie, un jeune danseur gay qui s'est noyé dans un accident de bateau avec son amant Dom. Les colocataires de Robbie sont présents : Anna, sa partenaire de danse et chorégraphe sensible, et Larry, publicitaire gay et sûr de lui. Le scénariste Burton (l'amant de longue date d'Anna) et Pale (le frère de Robbie, gérant de restaurant, cocaïnomane et hyperactif) les rejoignent bientôt dans le loft de Robbie dans le sud de Manhattan. Face à leur tragédie commune, le quatuor tente de donner un sens à leurs vies et de reconsidérer leurs propres identités et relations. Anna apprend à être indépendante et à avoir confiance en elle. Elle commence à s'intéresser à la chorégraphie et entame une relation avec Pale, mettant ainsi fin à sa relation dépassionnée avec son petit ami de longue date.

## Historique de la production
Burn This est commandée par la Circle Repertory Company. La pièce est créée Off-Broadway le 19 février 1987 au Théâtre 890. Dirigée par Marshall W. Mason, la distribution comprend Jonathan Hogan, Joan Allen, John Malkovich et Lou Liberatore. John Lee Beatty remporte le prix Henry Hewes 1988 pour la conception de la scène pour cette production. La première mondiale est produite par le Center Theatre Group au Mark Taper Forum de Los Angeles le 22 janvier 1987, également dans une mise en scène de Mason,,.
La pièce a été transférée à Broadway au Plymouth Theatre, où elle débute le 14 octobre 1987 et s'est terminée le 29 octobre 1988 après 437 représentations et sept avant-premières. La distribution originale de la production de Broadway est à nouveau dirigée par Mason,. Au cours de la production, les remplaçants et les doublures comprennent Lisa Emery, Scott Glenn, Lonny Price et Eric Roberts,.
La production du West End mise en scène par Robert Allan Ackerman débute le 7 novembre 1990 au Lyric Theatre. Malkovich et Liberatore sont accompagnés de Juliet Stevenson et Michael Simkins. La pièce est jouée au Hampstead Theatre avant d'être transférée au Lyric Theatre.
La Sydney Theatre Company en Australie présente Burn This au Wharf Theatre en 1990, avec Heather Mitchell et Richard Roxburgh. Elle est adaptée en français par Attica Guedj  et Stéphan Meldegg, le 12 septembre 1992, au Théâtre La Bruyère à Paris. Les rôles principaux sont tenus par Patrick Chesnais, Claire Nebout, François Berléand et Roger Mirmont.
La reprise par la Signature Theatre Company en 2002, mise en scène par James Houghton au Union Square Theatre, débute le 27 août 2002 en avant-première et, est présentée officiellement le 19 septembre. La dernière représentation a eu lieu le 29 décembre. La distribution comprend Edward Norton, Catherine Keener, Ty Burrell et Dallas Roberts. Norton remporte un Obie Award, et lui et la production sont nommés aux Lucille Lortel Awards. Peter Sarsgaard remplace Edward Norton, et Elisabeth Shue remplace Catherine Keener le 20 novembre 2002,,.
Début 2017, une reprise de Burn This à Broadway est annoncée, avec répétitions en février 2017 et ouverture le 6 mars 2017 au Hudson Theatre qui vient de rouvrir. Jake Gyllenhaal doit en être la vedette, avec une mise en scène de Michael Mayer. Le 21 octobre 2016, il est finalement annoncé que la production est reportée à la saison 2017-18 en raison de conflits d'agenda avec Gyllenhaal.
La reprise est finalement inaugurée à Broadway, au Hudson Theatre, le 15 mars 2019 en avant-première, avec une ouverture officielle le 16 avril. La distribution comprend Adam Driver dans le rôle de Pale, Keri Russell dans celui d'Anna, David Furr dans celui de Burton et Brandon Uranowitz dans celui de Larry, avec une mise en scène de Michael Mayer,,. La production cesse le 14 juillet 2019.

## Casting
| Personnage | Los Angeles Première mondiale (1987) | Hors de Broadway/ Broadway (1987) | West End (1990)  | Sydney (1990)    | Reprise hors Broadway (2002) | Reprise à Broadway (2019) |
| ---------- | ------------------------------------ | --------------------------------- | ---------------- | ---------------- | ---------------------------- | ------------------------- |
| Pale       | John Malkovich                       | John Malkovich                    | John Malkovich   | Richard Roxburgh | Edward Norton                | Adam Driver               |
| Anne       | Joan Allen                           | Joan Allen                        | Juliet Stevenson | Heather Mitchell | Catherine Keener             | Keri Russell              |
| Burton     | Jonathan Hogan                       | Jonathan Hogan                    | Michael Simkins  | Graham Harvey    | Ty Burrell                   | David Furr                |
| Larry      | Lou Liberatore                       | Lou Liberatore                    | Lou Liberatore   | Todd Boyce       | Dallas Roberts               | Brandon Uranowitz         |

Remplaçants notables
- Pale : Paul Perri (1988), Eric Roberts (1988), Scott Glenn (1988), Peter Sarsgaard (2002)
- Anna : Lisa Emery (1988), Elisabeth Shue (2002)
- Larry : Lonny Price (1988)

## Récompenses
Joan Allen remporte le Tony Award de la meilleure actrice dans une pièce et Lou Liberatore est nommée pour le Tony Award du meilleur acteur dans un second rôle dans une pièce pour la production de 1987. Liberatore et John Malkovich sont nommés aux Drama Desk Awards, et Eric Roberts remporte le Theatre World Award. Adam Driver est nommé pour le Tony Award du meilleur acteur dans une pièce pour la reprise de 2019.